# 沉默之瞳
《沉默之瞳》（日语：サイレント・アイ）是赤石路代創作的少女漫畫，於1997年至2001年之間在漫畫雜誌《Petit comic》上連載，單行本全6集。
2001年8月開始連載番外篇《忘情達令》（日语：デザート・ストーム），單行本全1集。台版單行本由大然文化代理。

## 故事簡介
槙村愛梨是日本最紅的模特兒，受到男友－－攝影記者九島大樹－－的影響，在事業如日中天之際毅然引退，學習攝影。但去車臣採訪獨立運動的大樹竟失蹤了，現場只留下斑斑血跡，還有大樹愛用的NikonF5相機。愛梨接收了NikonF5相機，更堅定了要成為攝影師的決心。而相機似乎留著不可思議的執念，每當一卷底片拍至第17張時，就會顯出事情的「真相」。

## 主要角色
槙村愛梨
本作主角，18歲的頂尖名模。在男友大樹去車臣採訪時，也下定決心要成為攝影師。
大樹失蹤後，一邊從事攝影工作，一邊尋找關於大樹的線索。
九島大樹
槙村愛梨的男朋友，是一名攝影記者，熱衷於追尋真相的他在戰地失蹤，下落不明。

## 出版書籍
| 卷數 | 小學館         | 小學館             |
| 卷數 | 發售日期       | ISBN               |
| ---- | -------------- | ------------------ |
| 1    | 1997年12月15日 | ISBN 4-09-137451-4 |
| 2    | 1998年8月22日  | ISBN 4-09-137452-2 |
| 3    | 1999年9月25日  | ISBN 4-09-137453-0 |
| 4    | 2000年6月26日  | ISBN 4-09-137454-9 |
| 5    | 2001年2月24日  | ISBN 4-09-137455-7 |
| 6    | 2001年8月23日  | ISBN 4-09-137456-5 |

忘情達令
另收錄《野薔薇花園（野薔薇の庭）》、《黃昏的邂逅（いつか黄昏に出会う）》。
| 卷數 | 小學館         | 小學館             | 大然文化     | 大然文化           |
| 卷數 | 發售日期       | ISBN               | 發售日期     | ISBN               |
| ---- | -------------- | ------------------ | ------------ | ------------------ |
| 全   | 2001年11月26日 | ISBN 4-09-137457-3 | 2002年2月1日 | ISBN 957-25-7800-6 |

文庫版
第三卷一併收錄《忘情達令》單行本的內容。
| 卷數 | 小學館        | 小學館             | 卷末隨筆 |
| 卷數 | 發售日期      | ISBN               | 卷末隨筆 |
| ---- | ------------- | ------------------ | -------- |
| 1    | 2004年4月15日 | ISBN 4-09-191571-X | 須藤靖貴 |
| 2    | 2004年5月15日 | ISBN 4-09-191572-8 | 黑田勇樹 |
| 3    | 2004年5月15日 | ISBN 4-09-191573-6 | 織作峰子 |